# Estado de excepción
Estado de excepción és un curtmetratge espanyol del 1976 realitzat a base de fotografies dirigit per Iñaki Núñez gràcies a la productora Araba Films.

## Sinopsi
La pel·lícula narra la història d'una família basca marcada per la guerra civil espanyola, el pare del qual va morir al bombardeig de Guernica i el fill del qual va ser assassinat per la policia franquista. El fill creix marcat per l'ambient repressiu del règim franquista i finalment opta per la lluita armada per tal d'acabar amb la tirania i alliberar el seu poble, però finalment és detingut i condemnat a mort.

## Repartiment
- Zuriñe Saez de Jauregui
- Enrique Gauna

## Producció
Durant el rodatge Iñaki Núñez i part de l'equip foren detinguts i empresonats durant un mes, el rodatge detingut i la productora precintada. Després de l'estrena el fiscal del Jutjat número 17 de Madrid va sol·licitar el processament d'Iñaki Núñez i dels actors de la pel·lícula, així com el segrest de totes les seves còpies sota dues acusacions: 
- Injúries al Cos General de la Policia a causa del trucatge d'unes fotografies on es veia policies fent tortures.
- Apologia del terrorisme, a causa d'un escrit, inspirat en un poema de Bertolt Brecht, que el progatonista lliura a la seva mare abans de ser executat.[2]

## Distribució
Tot i els problemes legals a Espanya, va participar al Festival Internacional de Curtmetratges d'Oberhausen, en el que va guanyar el segon premi després de la sueca Agripino, així com una menció especial de la FIPRESCI "per la seva defensa de la lluita contra la repressió i els drets humans", i fou adquirida per una productora sueca i una altra alemanya per tal de ser distribuïdes. Cap el 1980 fou exhibida a la I edició de la Mostra de València.